# Angélique (Filmreihe)
Die Angélique-Filme sind eine französische Filmreihe, die auf den historischen Romanen Anne Golons um Angélique, eine junge Adelige aus der Zeit Ludwigs XIV. basiert. Nachdem bereits sieben Bände der Angélique-Romanreihe erschienen waren, entdeckte der französische Film die Abenteuer der jungen Angélique: 1964 wurde der erste Roman unter dem Titel Angélique, marquise des anges (deutscher Titel: Angélique) in französisch-deutsch-italienischer Koproduktion verfilmt.
Regisseur Bernard Borderie entschloss sich zeitgleich mit dem ersten Film auch den zweiten Teil abzudrehen. So erschien schon im Folgejahr Merveilleuse Angélique (deutscher Titel: Angélique, 2. Teil). Insgesamt wurden vier der dreizehn Romane als Filme produziert. Der vierte Roman wurde in zwei Teilen verfilmt, von denen der erste den Titel des Buches trägt und der zweite den Titel Angelique und der Sultan. Die Hauptrolle spielte die Französin Michèle Mercier, die seither untrennbar mit der Figur verbunden wird. Angéliques Ehemann Joffrey de Peyrac wurde von Robert Hossein dargestellt. Die Reihe war in den deutschen Kinos sehr erfolgreich – die fünf Angélique-Filme hatten zwischen 1964 und 1968 insgesamt rund 21 Millionen Zuschauer. Allerdings ließ das Zuschauerinteresse im Lauf der Jahre deutlich nach. Hatte der erste Film noch 6,5 Millionen Besucher, waren es beim fünften nur noch 2 Millionen.
- 1964: Angélique (Angélique, marquise des anges)
- 1965: Angélique, 2. Teil (Merveilleuse Angélique)
- 1966: Angélique und der König (Angélique et le roy)
- 1967: Unbezähmbare Angélique (Indomptable Angélique)
- 1968: Angélique und der Sultan (Angélique et le sultan)

Nach einer Veröffentlichung auf VHS-Video sind die Filme seit 2007 in der französischen Originalversion und seit 2012 auch in einer fünfteiligen DVD/Blu-Ray-Box auf Deutsch erhältlich.
Basierend auf den Romanen entstanden auch zwei türkische Filme mit Sevda Ferdağ als Angélique:
- 1967: Anjelik Osmanli saraylarinda (Regie: Ülkü Erakalın)
- 1968: Anjelik ve Deli Ibrahim (Regie: Süha Dogan)

2013 entstand mit Angélique eine Neuverfilmung, die auf den ersten vier Bänden der Neuveröffentlichung von 2008 basiert. Nora Arnezeder übernahm die Hauptrolle, Gérard Lanvin spielte Joffrey de Peyrac.